# Annona dolichophylla
Annona dolichophylla,  nabueno,   es una especie de planta con flor en la familia de las Annonaceae. 

## Hábitat
Es endémica de Colombia, Ecuador y del Perú. Está amenazada por pérdida de hábitat, y hay 16 sitios registrados de su ocurrencia.

## Taxonomía
Annona dolichophylla fue descrita por  Robert Elias Fries y publicado en Arkiv för Botanik utgivet av K. Svenska Vetenskapsakademien 33A(9): 14–15. 1947.
Etimología
Annona: nombre genérico que deriva del  Taíno Annon.
dolichophylla: epíteto